# Lee Ranaldo
Lee Ranaldo (Glen Cove (New York), 3 februari 1956) is een Amerikaanse zanger, gitarist en componist, samen met Thurston Moore en Kim Gordon mede-oprichter van de noiserockband Sonic Youth.

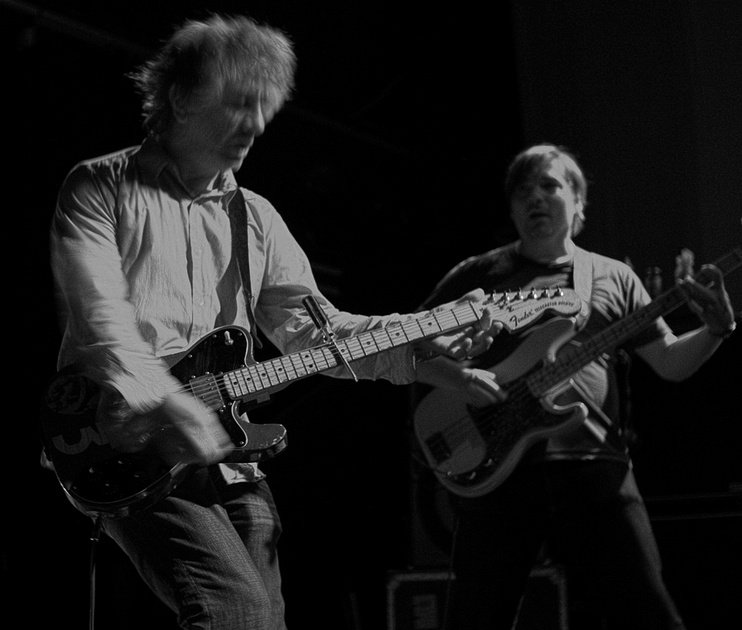
Lee Ranaldo van Sonic Youth.

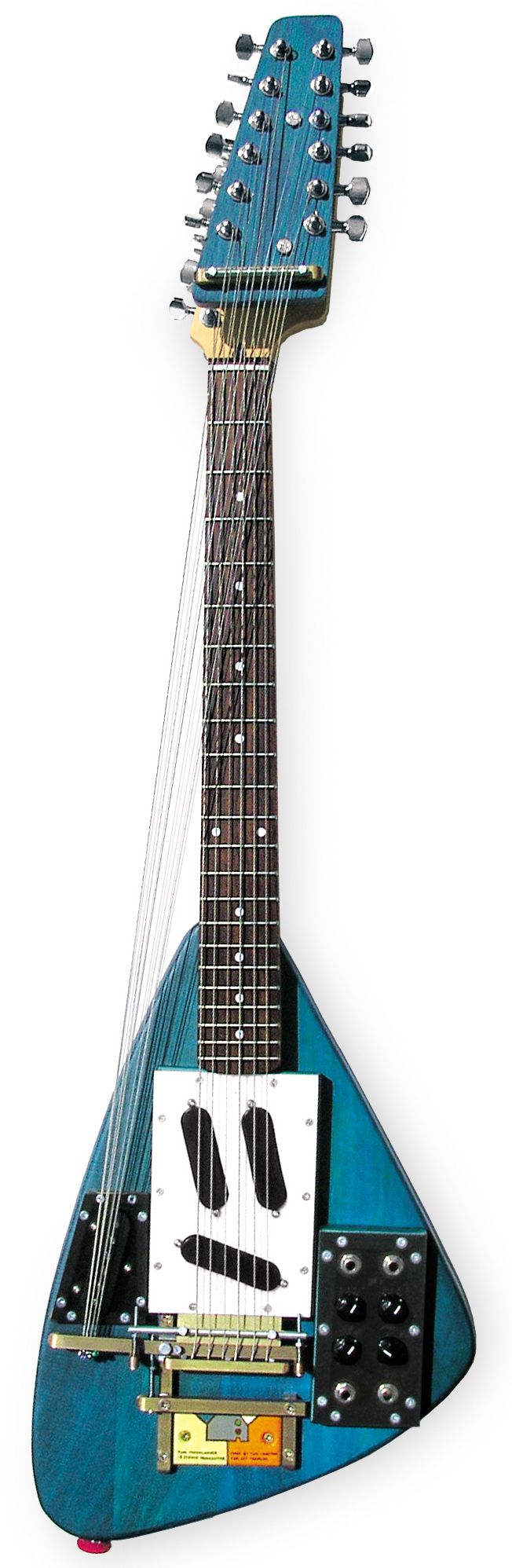
Ranaldo's Moonlandergitaar, ontworpen door Yuri Landman, 2007

In 2003 plaatste het Amerikaanse muziektijdschrift Rolling Stone Ranaldo en Thurston Moore van Sonic Youth op nummer 33 en 34 van de top 100-lijst van beste gitaristen aller tijden. Hun spel is zeer innovatief en beide gitaristen gebruiken een grote verscheidenheid aan alternatieve speltechnieken, zoals onder andere scordatura, 3rd bridge-gitaar en feedback.

## Loobaan
Ranaldo begon zijn carrière als gitarist in het orkest van Glenn Branca. Hier leerde hij zijn latere bandleden Thurston Moore en Kim Gordon kennen. In 1981 speelde hij korte tijd in de Nasmak-afsplitsing + Instruments van zangeres Truus de Groot, die naar New York verhuisd was. De band maakte één ep getiteld Februari-April.
In 1987 verscheen zijn eerste soloalbum, From Here to Inifinity, een lp die aan één zijde gelockte tracks bevat, wat wil zeggen dat na elk nummer de plaat blijft hangen in een eindspoor en de naald handmatig verder geplaatst moet worden voor de volgende track. Aan de andere zijde van de lp treft men geen muziek aan maar een gesneden afbeelding van een slang, gemaakt door de Amerikaanse kunstenaar Savage Pencil. Deze zijde kan dus vanzelfsprekend niet worden afgeluisterd. Het album is uitverkocht en een veel gezocht verzamelobject.
In 1997 gaf Ranaldo een boek uit over zijn verblijf in Marokko. Uit eerbetoon vernoemd naar het laatste, onvoltooide werk van Robert Smithson gaf hij in 2000 het soloalbum Amarillo Ramp uit. Eerder gaf hij in 1994 ook al de ep Broken Circle/Spiral Hill uit, vernoemd naar een ander werk van Smithson.
Naast zijn activiteiten als gitarist van Sonic Youth en Text of Light heeft Ranaldo ook aan diverse projecten met onder anderen Leah Singer (filmmaakster en grafica) gewerkt. Leah Singer maakt haar films beeld per beeld, met behulp van een fototoestel; ze zijn bestemd voor twee 16mm-projectoren, die de regisseuse live aanpast en manipuleert, zoals een dj met zijn platen doet. Boven deze beelden weerklinken de muziek en teksten van Lee Ranaldo. Het koppel Singer-Ranaldo woont in New York en werkt sinds jaar en dag samen rond uiteenlopende projecten (films, installaties, boeken).

## Discografie

### Albums
| Album met hitnotering(en) in de Vlaamse Ultratop 200 albums    | Datum van verschijnen | Datum van binnenkomst | Hoogste positie | Aantal weken | Opmerkingen   |
| -------------------------------------------------------------- | --------------------- | --------------------- | --------------- | ------------ | ------------- |
| From here to infinity                                          | 1987                  | -                     |                 |              |               |
| A perfect day ep                                               | 1992                  | -                     |                 |              | ep            |
| Broken circle / Spiral hill ep                                 | 1994                  | -                     |                 |              | ep            |
| East Jesus                                                     | 09-05-1995            | -                     |                 |              | Verzamelalbum |
| Dirty windows                                                  | 1999                  | -                     |                 |              |               |
| Scriptures of the golden eternity                              | 2000                  | -                     |                 |              |               |
| Amarillo ramp (for Robert Smithson)                            | 2000                  | -                     |                 |              |               |
| Outside my window the city is never silent - A bestiary        | 2002                  | -                     |                 |              |               |
| Music for stage and screen                                     | 2004                  | -                     |                 |              |               |
| Ambient loop for Vancouver                                     | 2006                  | -                     |                 |              |               |
| Countless centuries fled into the distance like so many storms | 18-07-2008            | -                     |                 |              | ep            |
| Maelstrom from drift                                           | 2008                  | -                     |                 |              |               |
| Between the times and the tides                                | 16-03-2012            | 07-04-2012            | 79              | 1            |               |

### In Glenn Branca-ensemble
- Indeterminate Activity of Resultant Masses - Glenn Branca
- The Ascension
- Lesson No. 1
- Symphony No. 2 (The Peak of the Sacred)

### Met andere artiesten
- Clouds (1997) (Hooker, Jim O'Rourke, Gebbia, 1998
- The Gift Of Tongues - William Hooker/Lee Ranaldo/Zeena Parkins, (1996-02-20), Knitting Factory Works
- Out Trios Volume One: Monsoon - Hooker, Roger Miller, Ranaldo, Atavistic 2002
- Nothing Makes Any Sense - Cline, Giffoni, Licht, Ranaldo, 1-12-2007, No Fun Productions
- Eyemote - Hall Ranaldo Hooker, 1-11-2005, Alien8 Recordings, ASIN: B000QVTO1O
- mmmr - Jean-Marc Montera, Lee Ranaldo, Thurston Moore, Loren Mazzacane Connors, Xeric Records, 20 okt 1998
- First Computer Piece (Backwards) - Lee Ranaldo, Dirter Promotions, (1998), ASIN: B000QMF5V6
- in + Instruments - Februari-April, 1981,Kremlin KR 005

### Op Compilaties
- Dissolve: A Work In Progress Compilation, (14 mei 1996) (track 5 Drift 4 - Lee Ranaldo)
- Fuzz / Locusts, Atavistic, (1996), ASIN: B000QOVLSK

## Filmografie
- Drift - Lee Ranaldo & Leah Singer (dvd, 13 december 2005), 58 minuten